# Ernesto Bertea

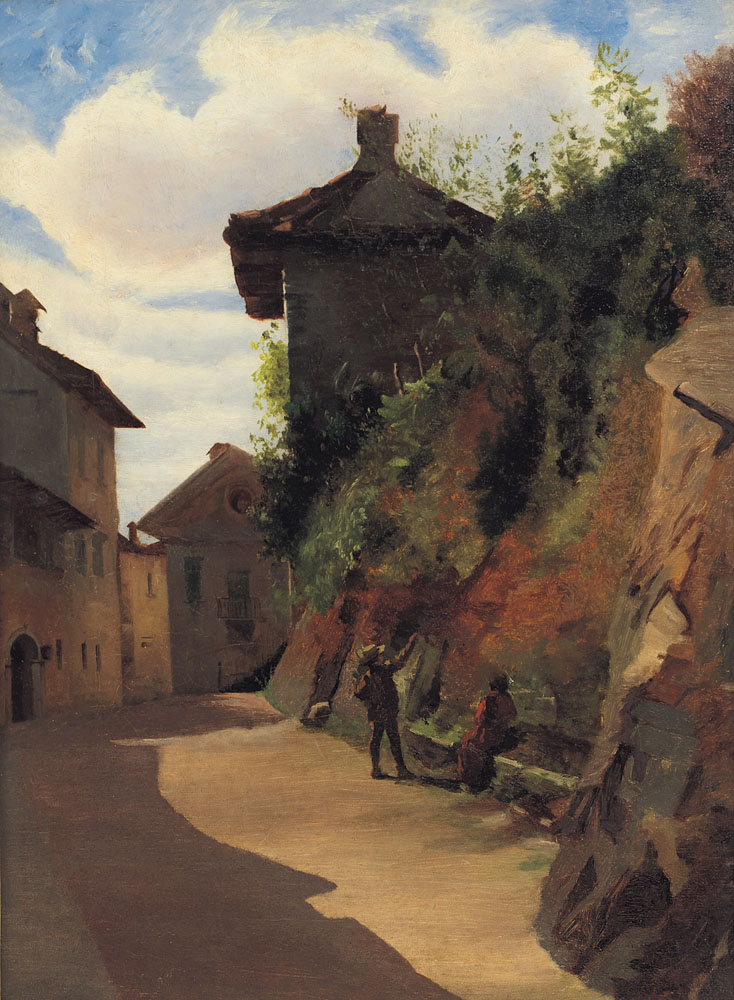
Contrada di paese

Ernesto Bertea (Torino, 1836 – 1904) è stato un pittore italiano.

## Biografia
Studiò con Ernesto Allason, successivamente fu influenzato dal pittore svizzero Edmond Castan e infine dal pittore della scuola di Barbizon di Constant Troyon a Parigi.
Attivo principalmente nella pittura paesaggistica e di genere, ha anche lavorato nella pittura di ceramiche e acquerelli. All'Esposizione Nazionale di Torino del 1880 espose: La Chiavica, Rio secco, Un pascolo in pianura, In val d'Aosta e Baia di Pollenza, oltre a tre acquerelli: Pecarry al pascolo, Mulino e Prime foglie. All'Esposizione di Belle Arti di Roma del 1883 espose Patrimonio di Beppino, Novembre, L'antico porto di fondo Foce sul Lago Maggiore. Espose anche Il Mucrone d'Andarne all'Esposizione di Belle Arti di Venezia del 1887.